# Stalons kraftstation
Stalons kraftstation är belägen i Ångermanälven mellan sjöarna Kultsjön och Malgomaj. Stationen har fått sitt namn från jätten Stalo, som i forna tider var fruktad av samerna, han var ofantligt stor och hade bara ett öga som satt mitt i pannan. Jätten hade även en hustru och man förstår att de var fruktade, jätteparet var människoätare. Nedströms ligger Malgomajs kraftstation.

## Konstruktion
Genom att en damm byggdes i Kultsjöns utlopp torrlades i stort sett Kultsjöån, endast ett flöde på 1,5 m³/s behöver tappas ut i den gamla åfåran under vintertid. Genom att man byggde ett antal grunddammar i åfåran bibehölls vattennivån i de mellanliggande sjöarna och ån ser inte helt torrlagd ut. En 250 meter lång tilloppskanal ledder vattnet från sjön till tilloppstunneln, som är en 17 800 meter lång bergtunnel med en tvärsnittsarea på 60 m². Den totala volymen utsprängt berg i tunneln var 1 070 000 m³. I ändan av bergtunneln finns en 150 meter lång expansionskammare med turbinintaget, varifrån en 250 meter lång tilloppstub i betong leder ner till den underjordiska maskinstationen. Tilloppstuben har en diameter på 6 meter och lutar 47° från horisontalplanet. I maskinstationen installerades en enkel francisturbin tillverkad av KMW med en spiral av plåt. Turbinen som har ett flöde på 60 m³/s roterar med 250 varv per minut och driver en 24-polig generator tillverkad av ASEA. Från maskinstationen leds vattnet genom en 710 meter lång avloppstunnel ut i en 2 250 meter lång avloppskanal för att sedan återföras till Kultsjöån strax ovanför Malgomaj. Energin matas ut via Korsselbränna till Långbjörn via en 175 km lång 220 kV-ledning.

## Byggnationen
På grund av risken för elbrist kom bygget att forceras kraftigt med en byggtid på lite mer än 3 år, den ursprungliga tidplanen för byggnationen var sju år. Denna forcering krävde en större personalstyrka, som mest var 900 man anställda. Bygget dominerades av den 17,8 kilometer långa tilloppstunneln som sprängdes från båda ändar och från tre mellansänken för att klara av den aggressiva tidplanen. Byggnationen startade 1958 och redan den 2 september 1961 fasades stationens enda aggregat på 130 MW in på elnätet För att hysa stora delar av arbetsstyrkan uppfördes provisoriska bostäder. För familjer uppfördes 28 hus med totalt 54 lägenheter om 2-6 rum och kök. För ungkarlar uppfördes 23 hus, summa 355 rum för 710 man. Ytterligare 16 byggnader såsom tjänstemannamässar, socialhus, skola, affärshus, bastu, tvättstuga uppfördes även.

## Utbyggnad
Den 16 november 2008 folkomröstade invånarna i Vilhelmina om Vattenfalls förslag att leda om huvuddelen av Vojmåns vatten till Stalons kraftstation, resultatet blev ett tydligt nej.